# Брон, Элинор
Элинор Брон (англ. Eleanor Bron, род. 14 марта 1938 года) ― британская актриса театра, кино и телевидения, сценаристка, писательница.

## Юность
Брон родилась 14 марта 1938 года в Стэнморе, Мидлсекс, в еврейской семье. Ещё до рождения актрисы её отец Сидней официально сменил фамилию с Бронштейна на Брон, стремясь расширить своё недавно основанное коммерческое предприятие «Оркестровая служба Брона». Её старшим братом был музыкальный продюсер Джерри Брон.
Элинор Брон посещала университетскую школу Северного Лондона, а затем колледж Ньюнхэм в Кембридже, где изучала современные языки. Позже она охарактеризовала своё пребывание в Ньюнхэме как три года беспрецедентного баловства и привилегий.

## Карьера
Брон начала свою карьеру в театральном клубе Footlights, сыграв в постановке под названием «Последний смех», в котором также появился Питер Кук.
Её роли в кино включают Ахме в фильме «На помощь!» (1965), её имя вдохновило Пола Маккартни на сочинение песни «Eleanor Rigby». Другие роли включали доктора в драме «Альфи» (1966), Маргарет Спенсер в фильме «Ослеплённый желаниями» (1967), Гермиону Роддис в «Влюбленных женщинах» Кена Рассела (1969) и сестер Макфи и Макартур в «Национальном здравоохранении» (1973).
Она также снялась в фильмах «Двое в дороге» (1967) вместе с Альбертом Финни и Одри Хепберн и «Прикосновение любви» (1969) с Сэнди Деннисом и Иэном Маккелленом. Позже она появилась в экранизации «Чёрный Красавец» (1994) и «Маленькой принцессы» (1995).
В апреле 2010 года Брон вместе с Иэном Маккелленом и Брайаном Коксом сыграла в серии телевизионных рекламных роликов в поддержку Age UK, благотворительной организации, недавно образованной в результате слияния Age Concern и Help the Aged.
Она сыграла в телесериале «Убийства в Мидсомере» в роли леди Изобель Декетвилл в эпизоде «Темный всадник», впервые вышедшем в эфир на ITV1 1 февраля 2012 года. В 2019 году она появилась в роли Максин в «Миниатюрных убийствах».
25 декабря 2013 года Брон снялась в адаптации рассказа М. Р. Джеймса о привидениях «Трактат Миддот».
25 июля 2014 года она присоединилась к актёрскому составу радио-сериала «Арчеры», сыграв роль Кэрол Трегорран.
В ноябре-декабре 2019 года Брон читала «Бабушки Салли Викерс» в 10 частях на BBC Radio 4.

## Личная жизнь
Брон состояла в отношениях с архитектором Седриком Прайсом в течение многих лет до его смерти в 2003 году, у них не было детей. Интервью с Брон в 2015 году показало, что она голосовала за Джереми Корбина на выборах лидера лейбористов. Брон — пескетарианка.

## Фильмография
| Год  | Название                     | Роль                  | Заметка |
| ---- | ---------------------------- | --------------------- | ------- |
| 1965 | На помощь!                   | Ахме                  |         |
| 1966 | Элфи                         | доктор                |         |
| 1967 | Двое на дороге               | Кети                  |         |
| 1967 | Ослепленный                  | Маргарет              |         |
| 1969 | Прикосновение Любви          | Лидия                 |         |
| 1969 | Влюблённые женщины           | Гермиона              |         |
| 1970 | Огуречный замок              | Леди Маргери Пи       |         |
| 1973 | Национальное здравоохранение | сестры                |         |
| 1980 | День, Когда Умер Христос     | Мери                  |         |
| 1983 | Собака Баскервилей           | Миссис Берримор       |         |
| 1985 | Дневник Черепахи             | Миссис Нип            |         |
| 1987 | Крошка Доррит                | Миссис Мердл          |         |
| 1994 | Смертельный совет            | судья                 |         |
| 1994 | Чёрный Красавец              | Леди Вексмер          |         |
| 1995 | Маленькая принцесса          | Мисс Минчин           |         |
| 1996 | Сент-Экс                     | Мари Де Сант Экзюпери |         |
| 2000 | Обитель радости              | тетя Лили             |         |
| 2001 | Айрис                        | директор              |         |
| 2002 | Сердце моё                   | мать Медлен и Дины    |         |
| 2004 | Братья-соперники             | Сигнора               |         |
| 2004 | Уимблдон                     | Аугуста               |         |
| 2010 | Уличные танцы 3D             | мадам Флеури          |         |
| 2012 | Гайд-Парк на Гудзоне         | Тетя Дейзи            |         |